# Epperly
Epperly è stato un costruttore statunitense di auto da corsa presente nelle gare statunitensi negli anni cinquanta e sessanta.
Tra il 1950 e il 1960 la 500 Miglia di Indianapolis faceva parte del Campionato mondiale di Formula 1, per questo motivo la Epperly ha all'attivo anche 5 Gran Premi in Formula 1 con 2 vittorie (Sam Hanks, 1957) e (Jimmy Bryan, 1958) e 2 giri veloci.